# Maria Berenice Dias
Maria Berenice Dias   (Santiago, 1948) és una jurista i activista brasilera pels drets LGBT i les dones.
És filla del jutge César Dias Filho.
Va fer l'escola primària i secundària ―que acabà al 1966― a Porto Alegre.
El 1971 es llicencià en Ciències Jurídiques i Socials en la Universitat Federal de Rio Grande do Sul.
El 1986 obtingué un postgrau amb especialització en Procés Civil de la Pontifícia Universitat Catòlica de Rio Grande do Sul.
Entre 1991 i 1992 feu un màster en Procés Civil en la mateixa universitat, amb la tesi O terceiro no processo.
Viu a Porto Alegre. S'ha casat cinc vegades.

## Carrera
Començà com a dactilògrafa fins a arribar a assessora del president de la cort. Guanyà després un concurs per a jutgessa. Després d'acabar l'examen, l'examinador li preguntà a la jove Dias (de 24 anys): «La senyoreta és verge?». En respondre que sí, es va convertir en la primera jutgessa de l'estat.
El 1973 fou la primera dona que entrà en la magistratura de Rio Grande do Sul i la primera jutgessa d'aquest estat.
Es va convertir en una dirigent feminista, en especial contra la violència masclista.
Entre 1994 i 1997 fou presidenta de l'Associació Brasilera de les Dones de Carrera Jurídica. Entre 1997 i 2000 en fou la vicepresidenta estatal.
Fou fundadora i vicepresidenta de l'Institut Brasiler de Dret de Família, una organització que ha transformat el concepte tradicional de família, i té en compte els llaços emocionals de les relacions familiars.
Encunyà la paraula «homoafectivitat» per a eliminar l'estigma que implicaven les relacions de les persones del mateix sexe, i feu reconéixer aquest nou model de família. El mot ja apareix en els darrers diccionaris en portugués.
És reconeguda internacionalment per les seues opinions progressistes cap als drets de les dones i les minories.
Creà JusMujer ―un servei voluntari d'atenció jurídica i psicològica a dones empobrides― i el periòdic Mulher (dedicat només a qüestions de gènere).
Fundà la Federació d'Associacions Femenines, el projecte Lloc d'Afecte i Respecte i el Projecte Repensar.
També el Disque Violència, entre altres projectes que influeixen en la societat brasilera actual.
Presentà una proposta per a la creació de la Justícia Volant i de l'Auditoria de la Justícia.
Integra la Comissió Especial Permanent, que assessora la presidència en el control i fiscalització de la Jurisdicció del Segon Grau.
Com a integrant del Comité Estatal de Combat a la Violència, creà el servei telefònic Marque-Violència, que ha tingut bons resultats en la prevenció de la violència masclista.
Col·laborà amb 18 entitats dedicades a qüestions femenines i socials.
Ocupa la 37a Cadira de l'Acadèmia Literària Femenina de Rio Grande do Sul i és Ciutadana Honorària de la Ciutat de Porto Alegre.
Va participar en la IV Conferència Mundial de l'ONU sobre les Dones, realitzada el 1995 a la Xina; en el Congrés Internacional de Magistrades, fet al Canadà el 1996, i en els Congressos de la Federació Internacional de les Dones de Carrera Jurídica realitzats a l'estat espanyol i italià en els anys 1997 i 1998.
Tingué part activa en les Conferències Mundials de Dret de Família realitzades l'any 2000 a Austràlia, el 2002 a Noruega, Dinamarca i a Cuba, i el 2004 a l'estat espanyol.
Participà en la Cambra Federal (a Brasília) en audiències públiques sobre la reglamentació de l'avortament legal i sobre el projecte del nou Codi Civil.
Col·laborà en l'elaboració de la llei de punició a l'assetjament sexual, en la Comissió de Constitució i Justícia de l'Assemblea Legislativa.
Ja jubilada, i com a advocada, fou presidenta de la Cambra Civil Setena de la Cort de l'Estat de Rio Grande do Sul. Se centra en el judici de les accions que impliquen Dret de Família i Successions.
D'altra banda, és una conferenciant sol·licitada al Brasil, i en altres parts del món.
Fou d'ambaixadora oficial brasilera per als primers World Outgames 2006 que es feren a Mont-real (Canadà).

## Obra
És autora d'Homoafetividade: o que diz a Justiça, entre moltes altres obres (llibres, articles en diaris i revistes, entrevistes, etc.).
Publicà els llibres El tercer en el procés; Unió homosexual - El prejudici i la justícia, primera obra brasilera que aborda els aspectes jurídics d'aquest tema; Homoafectividad: el que diu la justícia i de la sèrie Conversant sobre... en 6 toms.
Coordina i participa de l'obra col·lectiva Dret de família en el nou Codi Civil, ara en la 4a edició; i és coautora de 24 obres col·lectives.
Té més de 160 articles publicats en diaris i revistes especialitzades, en procés civil, dret de família, drets de les dones i homosexualitat.
A causa de la seua lluita contra l'homofòbia, ha rebut amenaces de mort.

### Obres publicades
- Manual de direito das famílies.
- Diversidade sexual e direito homoafetivo.
- Manual das sucessões.
- Divórcio já!
- Incesto e alienação parental.
- A lei Maria da Penha na Justiça.
- União homoafetiva: o preconceito e a Justiça.
- Direito das famílias: contributo do IBDFAM em homenagem a Rodrigo da Cunha Pereira.
- Manual de direito das famílias.
- Conversando sobre... a mulher e seus direitos.
- Conversando sobre... família, sucessões e o novo Código Civil.
- Conversando sobre... justiça e os crimes contra a mulher.
- Conversando sobre... o direito das famílias.
- Conversando sobre... alimentos.
- Conversando sobre... homoafetividade.
- Direito de família e o novo Código Civil.
- O terceiro no processo.
- Obras coletivas.

## Premis
Ha rebut 72 títols i condecoracions, entre aquests el Diploma Dona-Ciutadana Berta Lutz, atorgat pel Senat Federal.